# Australia Open 1984 (Badminton)
Die Australian Open 1984 im Badminton fanden Anfang September 1984 in New South Wales statt und waren gleichzeitig auch die nationalen Titelkämpfe Australiens.

## Finalresultate
| Disziplin    | Sieger                           | Finalist                             | Ergebnis         |
| ------------ | -------------------------------- | ------------------------------------ | ---------------- |
| Herreneinzel | Sze Yu                           | Michael Scandolera                   | 15–11, 18–15     |
| Dameneinzel  | Julie McDonald                   | Audrey Swaby                         | 11–4, 12–10      |
| Herrendoppel | Michael Scandolera Peter Roberts | Darren McDonald Paul Morgan          | 15–9, 9–15, 15–9 |
| Damendoppel  | Audrey Swaby Karen Jupp          | Julie McDonald Tracey Small          | 15–12, 15–4      |
| Mixed        | Darren McDonald Julie McDonald   | Michael Scandolera Gillian Sanderson | 15–7, 15–12      |